# Speed-ball
Lo speed-ball è uno sport individuale ideato nel 1961 dall'egiziano Mohamed Lotfy che inizialmente adottò questa disciplina per fare allenare i tennisti principianti. Lo speed-ball si pratica con racchetta e palla.

## Descrizione

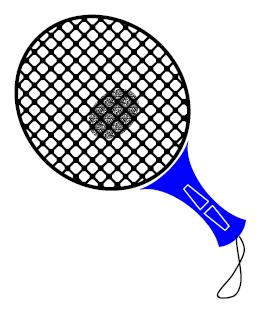

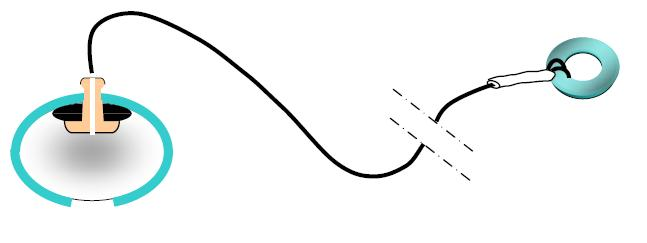

Un disco o una pallina in resina gira intorno a un palo metallico (alto 1,70 metri) che è unito da un filo di nylon lungo 1,70 metri. Il filo è annodato al palo da un cappio o a un anello di plastica liberamente girevole. Il palo è fissato ad una base che pesa dai 40 ai 90 kg. La palla è ellittica e viene colpita con una racchetta rigida di plastica formata da un piccolo manico e una corda di circa 25 cm di diametro.

## Regole
Lo speed-ball si può giocare da soli (super-solo), tra due giocatori (singolo), o a due squadre da due giocatori (doppio).

### Super-solo
Nel Super-solo, l'obiettivo è di colpire la palla il maggior numero di volte nei quattro round. Il primo round si colpisce solo con la mano destra sia di dritto che di rovescio, il secondo è uguale al primo solo che si colpisce con la mano sinistra. Da terzo round bisogna avere 2 racchette, una per ciascuna mano: il terzo round si compone di colpi solo di dritto, mentre il quarto round solo di rovescio. La somma dei colpi di ogni round definisce lo score finale.
La durata di ogni round è di 30 secondi per gli under 14 e un minuto per le altre classi. Un riposo di 30 secondi per tutte le classi è concessa dopo ogni movimento. 
I miglior giocatori possono arrivare a 150 colpi al minuto!

### Singolo
Il singolo, contrariamente al Super-solo è giocato solo con una racchetta. In un singolo, ci sono due giocatori, ognuno dei quali gioca nel proprio campo. I due campi sono separati da una larga striscia naturale di 60 cm. Una partita è divisa in games di 10 punti. I giocatori colpiscono la palla una volta ciascuno ed invertono la rotazione. Per calcolare i punti, la palla deve girare due volte successivamente dal campo dell'avversario senza che il giocatore possa ritirarla. Se c'è un fallo, il punto è perso e c'è un nuovo servizio. Il servizio è alternato, chiunque sia stato il vincitore del punto. Il primo giocatore che ha fatto 10 punti vince il game. Il primo giocatore che ha vinto due games (tre games per gli uomini seniors) vince il match.

### Doppio
Il doppio ha lo stesso campo del singolo, dove però si affrontano due squadre formate da due giocatori. In entrambe le squadre, i giocatori servono e colpiscono la palla alternativamente. Le regole generali sono le stesse del singolo.
Naturalmente gli errori del doppio sono causati dalla rotazione dei giocatori e la recezione della palla.

## Federazione
La Federation International of Speed-Ball (FISB) è stata fondata nel 1984 dai membri di Egitto, Francia e Giappone. Diversi altri stati si sono iscritti alla federazione (USA, Canada, Cina, Austria, Svizzera, Slovenia, Danimarca, ...).